# Marrubio (Montederramo)
Marrubio (llamada oficialmente Santo André de Marrubio) es una parroquia del municipio español de Montederramo, en la provincia de Orense, Galicia. 

## Toponimia
La parroquia también es conocida por el nombre de San Andrés de Marrubio.

## Organización territorial
La parroquia está formada por once entidades de población:

### Entidades de población
Entidades de población que forman parte de la parroquia:
- Cimadevila
- Corrainzas (As Corraínzas)
- Lamelas (As Lamelas)
- Outeiro (O Outeiro)
- Pereiros (Os Pereiros)
- Regueiro (O Regueiro)
- Sampayo de Carballal (San Paio do Carballal)
- Valderrique

### Despoblados
Despoblados que forman parte de la parroquia:
- Acebedo (O Acevedo)
- Fervenza (A Fervenza)
- Reixa

## Demografía
| Gráfica de evolución demográfica de Marrubio entre 2000 y 2022 |
|                                                                |
| Datos según el nomenclátor publicado por el INE.               |